# Palazzo Donini
Le Palazzo Donini  est un palais qui se situe Corso Vannucci no 96 Via Fortebraccio à Pérouse et qui est le siège du  Consiglio Regionale de l'Ombrie.

## Histoire
Le Palazzo Donini est situé Corso Vannucci no 96, en plein centre de Pérouse, faisant face à piazza Italia et au Palazzo Cesaroni.
Le Palais a été édifié au début du XVIIIe siècle à l'initiative de Filippo Donini, pour devenir la demeure de la famille à Pérouse.
Le projet est traditionnellement attribué à l'architecte Pietro Carattoli. Les travaux débutent en 1716 et se terminent en 1724.
Le palais possède deux grands portails, l'un donnant sur le Corso Vannucci, l'autre donnant sur la Piazza Italia.
Les façades sont caractérisées par une double ordre de grandes corniches.
L'intérieur est décoré à fresques réalisées vers les années 1750 par Pietro Carattoli, Francesco Appiani, Anton Maria Garbi, Giuseppe Brizi et Giacinto Boccanera (1745 - 1750). 
En 1819, pendant la visite à Pérouse de l'empereur François Ier d'Autriche, le chancelier Metternich séjourne au palazzo Donnini.
Le palais est actuellement la propriété de la Région de l'Ombrie qui y a établi le siège de la junte régionale.

## Architecture
L'architecture du Palazzo Donini est de style renaissance et maniériste.